# 三十九级台阶 (1935年电影)
《三十九级台阶》（英語：The 39 Steps）是一部1935年的英国惊悚片，由阿尔弗雷德·希区柯克执导，罗伯特·多纳特和瑪德琳·卡羅爾主演，基于約翰·布肯1915年的同名冒险小说改编而来。

## 剧情
在伦敦一家剧院，理查德·汉内正在观看“记忆先生 ”的超强记忆力表演，这时剧院内传来了枪声。随后人群陷入恐慌，一个神色慌张的女人投入汉内怀中，让他把她带回他的公寓。在公寓里，汉内得知她的名字叫安娜贝尔·史密斯，是一名间谍，开枪是为了转移视线，这样她就可以逃脱追杀她的人。史密斯说她发现了一个窃取英国重要军事信息的阴谋，主谋的小拇指断了一个关节。她提到了“三十九级台阶”，但没有向他作进一步的解释。
当天晚上，史密斯被人用刀杀害，临死前冲进汉内的卧室，警告他逃跑。汉内发现她手里攥着一张苏格兰高地基林地区的地图，圈出了一个名为阿爾特納謝拉赫的房子或农场。汉内为了避开等在外面的刺客，伪装成送奶工偷偷溜出公寓，然后登上了前往苏格兰的“飞翔的苏格兰人”特快列车。他从报纸上看到，他因杀害史密斯而被全国通缉。这时警察登上火车开始搜查，汉内便逃进一间包厢，亲吻包厢内的女乘客帕梅拉，希望这样能够避免被警察发现。但帕梅拉向警察告发，警察命令火车在福斯桥停下。汉内另想办法逃脱了警察的追捕。
汉内向阿爾特納謝拉赫走去，在一个贫穷的农民家过夜。第二天清晨，农民的妻子看到一辆警车驶来，便叫汉内逃跑，还把她丈夫的外套给了他。汉内逃走后，又摆脱了用飞机搜捕他的警察，终于赶到了乔丹教授家。警察追到乔丹教授家，但乔丹把警察打发走了。汉内便把事情的原委讲给乔丹听。汉内说，主谋左手小拇指断了一个关节。乔丹伸出右手，只见小拇指断了一个关节。乔丹开枪将汉内击倒在地。
幸运的是，子弹被汉内衣兜里的一本厚书挡下了，汉内得以逃过一劫。汉内逃出乔丹教授家，去找警长。但是，越来越多的警察追来，警长也不相信汉内的故事，因为乔丹是警长最好的朋友。汉内于是跳出窗外逃了出去。汉内躲进一个政治集会，却被误认为是发言人，被人拉上台发表演讲。汉内在演讲台上发表了一篇振奋人心的即兴演讲，但被台下的帕梅拉认出。帕梅拉再次把他报告给了警察。汉内被警察带上车，帕梅拉也被带走做调查。途中，汉内认出这并不是前往警局的路，意识到警察也与这场阴谋有关。不一会儿，一群羊堵住了去路。警察下车驱赶羊群，把帕梅拉和汉内铐在一起。汉内趁机和帕梅拉下车逃脱。
两人穿过乡间，伪装成一对夫妻在一家旅店过夜。汉内睡觉时，帕梅拉挣脱手铐，准备下楼离开旅店时，听到假警察通电话，证实了汉内所言不虚，便打消了离开的念头。第二天早上，帕梅拉告诉汉内，她无意中听到假警察说乔丹将在伦敦守护神剧院取走某些东西。他让她去伦敦提醒警方。警方经过一番搜查，发现没有任何秘密文件丢失，所以不相信帕梅拉，而是决定跟踪她，希望能借机找到汉内。
帕梅拉去剧院后，适逢“记忆先生”上台表演。汉内留意到乔丹向“记忆先生”打手势，又听说没有文件丢失，这才在知道机密内容原来已经让“记忆先生”记下来了。当警察准备逮捕汉内时，汉内喊道：“‘三十九级台阶’是什么？”记忆先生为了不被砸场子，只得回答，三十九级台阶是一个搜集情报的间谍组织。警察上台准备逮捕“记忆先生”，“记忆先生”逃跑时被乔丹开枪打死。“记忆先生”临死时，背出了他记下的信息：无声飞机引擎设计方案。

## 演员
- 羅伯特·多納特 饰 理查·漢內（英语：Richard Hannay）
- 玛德琳·卡罗尔 饰 帕梅拉
- 露西·曼海姆（英语：Lucie Mannheim） 饰 安娜贝尔·史密斯
- 戈弗雷·泰爾（英语：Godfrey Tearle） 饰 乔丹教授
- 佩吉·阿什克羅福特 饰 瑪格麗特，農夫的妻子
- 約翰·勞裡（英语：John Laurie） 饰 約翰，農夫
- 海倫·海（英语：Helen Haye） 饰 路易莎·喬丹夫人，教授的妻子
- 弗蘭克·塞利爾（英语：Frank Cellier (actor)） 饰 沃森警長
- 懷利·華生（英语：Wylie Watson） 饰 记忆先生
- 蓋斯·麥克諾頓（英语：Gus McNaughton） 饰 商務旅行者
- 傑瑞·維諾（英语：Jerry Verno） 饰 商務旅行者
- 佩吉·辛普森（英语：Peggy Simpson） 饰 女傭
- 馬修·博爾頓（英语：Matthew Boulton (actor)） 饰 假警察
- 弗雷德里克·派珀（英语：Frederick Piper） 饰 送奶工（未署名）
- 艾弗·巴納德（英语：Ivor Barnard） 饰 政治會議主席（未署名）
- 伊莉莎白·英格利斯（英语：Elizabeth Inglis） 饰 帕特，喬丹教授的女兒（未署名）